# Economia de Bòsnia i Hercegovina
Històricament havia estat una economia centrada en l'agricultura i la ramaderia, en un règim de petites propietats.També amb presència de mineria (lignit, hulla, ferro, limonita, siderita, coure, manganès, zinc, crom, mercuri, argent, bauxita). Durant l'Imperi Otomà fou introduït el seu feudalisme, de manera que gran part de la població s'islamitzà per a tenir drets d'accés a l'herència i la propietat de la terra, avantatges a la justícia o evitar el devşirme, o reclutament dels fills per part de l'imperi. Durant l'Imperi Otomà cresqueren les ciutats, com Sarajevo i Mostar, amb presència de funcionariat de l'administració de l'Imperi Otomà. Cap al final de l'etapa otomana la major part dels serfs i pagesos eren cristians i els propietaris de terra, habitants de les ciutats i comerciants, musulmans.
L'anomenada Gran Guerra turca (1683-1699) deixà molt debilitada l'economia de Bòsnia, que rebé un gran nombre de refugiats provinents de les zones que ocupaven els Habsburg. Guerres posteriors, les plagues de començaments de 1730s empobriren més el país, que havia esdevingut la província més occidental de l'Imperi Otomà. El creixement del comerç exterior al llarg del segle xix suposà un trasbals en l'equilibri sobre el que se sustentava la societat otomana, notables i terratinents locals augmentaren la seva influència i debilitaren el poder central otomà. El creixement de les exportacions agrícoles però no derivà en una transformació a l'agricultura intensiva massiva, per les característiques de la petita propietat de la terra, les dificultats del terreny i el sistema feudal otomà que permetia als senyors locals apropiar-se de part de les collites dels pagesos dedicats bàsicament a la subsistència, però sense generar prou excedents per a una transformació agrícola. El país visqué diverses revoltes fins que el 1878 el Tractat de Berlín va fer que Bòsnia i Hercegovina quedés nominalment sota la sobirania de l'Imperi Otomà, però va ser cedida de facto a Àustria-Hongria, que se l'annexaria el 1908.
L'agricultura basada en règim feudal heretat de l'etapa de l'Imperi Otomà continuà durant l'etapa de l'Imperi Austrohongarès. Més del 75% de la població seguia vivint de l'agricultura. La primera guerra mundial i l'epidèmia de grip dels anys posteriors suposaren una gran mortaldat i delmaren especialment el sector agrícola i ramader, calgué afegir-hi la crisi del carbó el 1919. La fi de l'accés dels seus productes agrícoles als mercats de l'Europa central amb la fi de l'imperi Austrohongarès suposà també dificultats econòmiques. Durant l'etapa del regne de Iugoslavia s'intentà la supressió duanes amb els altres territoris, la unificació de línies de ferrocarril, sistemes bancaris, moneda, etc. però no aconseguí sortir de l'endarreriment ni avançar en la modernització agrícola ni en la industrialització.
En l'època de la República Federal iugoslava, a la República Socialista de Bòsnia i Hercegovina funcionà el sistema d'economia mixta parcialment autogestionada, parcialment pública i parcialment privada es caracteritzà per l'esforç dels plans econòmics per millorar la seva infraestructura; proporcionar nivells bàsics d'habitatge, assistència sanitària i educació; i desenvolupar fonts d'energia, indústria pesant i mineria. Això donà a l'economia de Bòsnia i Hercegovina una major diversificació, un molt fort sector industrial, mineria, millora de l'agricultura (era el proveïdor de bona part de les repúbliques que formaven la federació Iugoslava), i una bona formació educativa i professional de la població. També per una forta interrelació amb les altres repúbliques iugoslaves, igualment hi tenia presència una indústria armamentística, en ser la república per raons geogràfiques el centre de la defensa militar Iugoslava. Als anys 1980, abans de la guerra, era seu d'empreses com Coca-Cola, Pepsi, Marlboro, Volkswagen i SKF. Les grans empreses com Energoinvest, UNIS, Hidrogradnja, Vranica, RMK Zenica, TAS Sarajevo, FAMOS Sarajevo i BNT Novi Travnik, tenien ingressos anuals en milers de milions de dòlars, també les empreses del sector de la construcció. Registrava baix índex d'atur, disposava d'una força laboral altament qualificada, amb directius, enginyers, experts en ciències i professionals altament qualificats, que utilitzaven tecnologies actualitzades. La producció de béns de consum i el sector terciari estaven però allunyades dels nivells de les economies de l'Europa Occidental.
Les guerres iugoslaves durant la dècada de 1990 van provocar un canvi dramàtic en l'economia de Bòsnia. El PIB va caure un 75% i la destrucció de la infraestructura física va devastar l'economia. Amb la guerra civil entre el 1992 i el 1995 la producció de Bòsnia i Hercegovina va caure un 80%, la desocupació es va elevar, subsistint la major part de la població gràcies a l'ajuda humanitària de l'exterior. A la deterioració de l'economia es va unir el bloqueig econòmic per part de països veïns com Sèrbia i Croàcia. Amb la pau, la producció es va recuperar fortament entre el 1996 i el 1999. Entre el 2003 i el 2008 el creixement de l'economia va superar 5% a l'any però va caure a davallades de fins al -3,4% el 2009. El 2018 país encara és una de les repúbliques més pobres de l'antiga Iugoslàvia.
Bòsnia s'enfrontà al doble problema de reconstruir un país devastat per la guerra i la introducció de reformes dictades per organismes com el FMI o el Banc Mundial que imposaren el pas d'una economia mixta parcialment planificada amb un sector públic fort i un sector cooperatiu i autogestionat important, cap a una economia capitalista de mercat amb àmplies privatitzacions i retallades de drets i prestacions socials.
La moneda nacional és el marc convertible (BAM), controlada per un règim de convertibilitat. Si bé gran part de la capacitat de producció ha estat restaurada, l'economia encara s'enfronta a dificultats considerables, en bona part les privatitzacions i pèrdues de drets laborals i prestacions socials han causat un augment de la desigualtat. Entre 1996 i 1998 rebé una gran aportació d'ajuda internacional, especialment a la Federació de Bòsnia i Hercegovina, registrant un gran creixement, que es reduí a partir de 1999, la República Sprska per la seva banda reconstruí part de la seva indústria amb ajuda de Sèrbia. Els problemes de la divisió del país i enfrontaments o disputes amb els seus veïns, amb els quals la seva economia està molt lligada també són destacables. Moltes empreses (principalment fàbriques) que es van privatitzar van enfrontar-se problemes massius, els propietaris reduïren salaris o no els pagaren, i alguns dels nous propietaris van tancar, desmantellar i enderrocar les fàbriques. La reforma bancària, amb l'entrada de nombrosos bancs suposà també problemes financers i escàndols.
Els principals inversors en el període 1994-2007 foren provinents d'Àustria (1294 milions €), Sèrbia (773 milions €), Croàcia (434 milions €), Eslovènia (427 milions €), Suïssa (337 milions €) o Alemanya (270 milions €), sobretot en el sector de la fabricació (37,7%) i banca (21%).
De les exportacions, el 15,7% són a Alemanya, el 12% a Itàlia, el 10% a Croàcia, prop del 9% a Sèrbia i Eslovènia. De les importacions el 12,3% són d'Alemanya, el 11,7 %d' Itàlia, el 11,3% de Sèrbia, prop del 10% de Croàcia i el 7% de la Xina, segons dades de 2016.
La major part de la població treballa en el sector terciari, sobretot en comerç i hostaleria, que suposa poc més de la meitat del PIB, seguit per la indústria i l'agricultura.
Entre els anys 2008 i 2012, coincidint amb la crisi econòmica global, l'economia caigué, amb baixades del PIB, creixement de l'atur i de l'emigració .
Els principals focus econòmics són Sarajevo, amb un fort sector turístic i comerç, i indústries del tabac, mobles, mitjons, automòbils i equips de comunicacions, és la que presenta un major creixement, el seu PIB per capita és del 133% de la mitjana del país; a Mostar hi destaca el també turisme, la indústria d'alumini i metall, serveis bancaris i telecomunicacions; la ciutat de Prijedor destaca també per la forta presència bancària i per la indústria del metall i química.